# Fabryka Samochodów Małolitrażowych
Fabryka Samochodów Małolitrażowych (kort: FSM, dansk: "Fabrik for biler med lille slagvolumen") var en polsk statslig bilfabrikant med fabrikker i Bielsko-Biała og Tychy.
Fra 1972 byggede fabrikken minibiler af mærket Syrena, som tidligere var blevet fremstillet af FSO. Fra 1975 byggede FSM ligeledes Fiat 126, som solgtes som "Polski Fiat 126" eller "FSM 126" med 650 cm³-motor. I løbet af 1970'erne udvikledes yderligere versioner (pickup og stationcar), som dog ikke blev serieproduceret. Af 126 fandtes der også en miniserie med seks hjul til millitært brug, som kaldtes "LPT" (lekki pojazd terenowy, let offroader).
I 1983 foreslog FSM Fiat at bygge en på prototypen Beskid 106 baseret ny model ligesom den senere Renault Twingo, som skulle afløse 126. Dette blev dog ikke til virkelighed, da Fiat fik bygget deres model Cinquecento og senere også Seicento og den nye Panda samt en modificeret Fiat Ritmo.
I 1992 blev fabrikken overtaget af Fiat og omdøbt til Fiat Auto Poland.
I dag bygger den tidligere FSM-fabrik i Tychy, som er Fiats største fabrik i Europa, ud over den aktuelle Fiat 500 også anden generation af Ford Ka, som deler platform med Fiat 500.
- FSM Syrena 105 (den første model fra FSM)
- FSM Beskid 106 (prototype uden serieproduktion)
- Polski Fiat 126p
- Fabrik i Bielsko-Biała (2007)
- Fiat 500 (modelår 2007)